# بيت بن عيسى

تعديل مصدري - تعديل

بيت بن عيسى هي إحدى قرى عزلة القارة بمديرية رصد التابعة لمحافظة أبين، بلغ تعداد سكانها 45 نسمة حسب تعداد اليمن لعام 2004.